# Последний король Шотландии (фильм)
«Последний король Шотландии» (англ. The Last King of Scotland) — исторический драматический фильм 2006 года режиссёра Кевина Макдональда по сценарию Питера Моргана и Джереми Брока. Основанный на романе Джайлса Фодена 1998 года, его сюжет изображает диктатуру президента Уганды Иди Амина с точки зрения Николаса Гарригана, вымышленного шотландского врача. В фильме снимались Форест Уитакер, Джеймс Макэвой, Керри Вашингтон, Саймон Макберни и Джиллиан Андерсон. Название фильма отсылает к ложному заявлению Амина о том, что он король Шотландии.
Мировая премьера фильма Последний король Шотландии состоялась на кинофестивале в Теллурайде 1 сентября 2006 года и была выпущена в прокат в США 27 сентября 2006 года, в Великобритании 12 января 2007 года и в Германии 15 марта 2007 года компанией Fox Searchlight Pictures. Фильм получил положительные отзывы и собрал в прокате 48,4 миллиона долларов при бюджете в 6 миллионов долларов. За исполнение роли Иди Амина Форест Уитакер получил премию «Оскар» за лучшую мужскую роль, среди прочих наград.
Авторы заявляют, что фильм вдохновлён реальными событиями. В подробностях события основной сюжетной линии полностью вымышлены.

## Сюжет
В 1970 году Николас Гарриган заканчивает медицинскую школу Эдинбургского университета. Не имея радужных перспектив на родине, он решает искать приключений за границей, работая в миссионерской клинике в Уганде, которой руководят Дэвид Меррит и его жена Сара. Гарриган увлекается Сарой, которая наслаждается вниманием, но отказывается вступать во внебрачную связь. После прибытия Гарригана в Уганду генерал Иди Амин свергает президента Милтона Оботе в результате государственного переворота. Амин произносит хорошо принятую речь, но Сара настроена пессимистично, отмечая, что подобный энтузиазм когда-то проявлялся в отношении Оботе. Гарригана вызывают на место автомобильной аварии с участием Амина, где он лечит руку Амина. Во время инцидента Гарриган берет пистолет и стреляет в смертельно раненную корову, когда больше никто не хочет проводить эвтаназию животных. Изначально враждебно настроенный к Гарригану, Амин потеплел к нему после того, как обнаружил, что он шотландец из-за своей ксенофилии к шотландцам. Восхищенный инициативой Гарригана, Амин обменивается с ним одеждой и впоследствии приглашает Гарригана стать его личным врачом и возглавить усилия по модернизации системы здравоохранения Уганды.
Работая на Амина, Гарриган быстро становится доверенным лицом, и на него постепенно возлагается более широкий круг обязанностей, включая государственные дела. Хотя Гарриган встревожен актами правительственных репрессий, он принимает объяснение Амина о том, что расправа с политической оппозицией принесет прочный мир в Уганду. Гарриган в конце концов узнает, что Амин подверг остракизму младшую из трех своих жен, Кей, потому что она родила сына-эпилептика Маккензи. Во время лечения Маккензи у Гарригана и Кей начинают формироваться отношения. В конце концов, Гарриган разочаровывается в Амине, поскольку становится свидетелем растущего количества паранойи, убийств и ксенофобии. Он пытается рассказать Амину о своем намерении вернуться домой, но получает отпор от Амина. Во время вечеринки, после того как он сделал все возможное, чтобы ускользнуть от танцовщицы Гоу-гоу, которой назначено стать его любовницей, они с Кей занялись сексом, и она сказала ему, что он должен найти способ покинуть Уганду. Амин тайно заменяет британский паспорт Гарригана на угандийский, чтобы помешать ему сбежать, что заставляет Гарригана отчаянно искать помощи у Стоуна, представителя местного министерства иностранных дел. Стоун говорит Гарригану, что его тайно вывезут из Уганды, если он убьет Амина, на что Гарриган отказывается.
В 1972 году Амин приказывает изгнать азиатов из Уганды из-за протестов Гарригана. Это создает нехватку рабочей силы, которая подрывает экономику Уганды. Кей сообщает Гарригану, что она забеременела от него. Осознавая, что Амин убьет ее за неверность, если узнает об этом, она умоляет Гарригана сделать тайный аборт. Задержанный по приказу Амина на пресс-конференции с западными журналистами, Гарриган не может встретиться с Кей в назначенное время. Она приходит к выводу, что ее бросили, и ищет примитивный аборт в соседней деревне, где ее задерживают силы Амина. Гарриган находит ее расчлененный труп на столе для вскрытия и падает с рвотой на колени, наконец сталкиваясь с бесчеловечностью режима Амина, и решает, что его убийство положит всему этому конец. Пропалестински настроенные угонщики, ищущие убежища, доставляют захваченный самолет в аэропорт Энтеббе. Амин, почувствовав возможность для широкой огласки, спешит на место происшествия, прихватив с собой Гарригана. В аэропорту один из телохранителей Амина раскрывает заговор Гарригана с целью отравить Амина под предлогом дачи ему таблеток от головной боли. Приспешники Амина избивают Гарригана до того, как Амин прибывает и раскрывает, что ему известно об отношениях с Кей. В качестве наказания грудь Гарригана протыкают крюками для мяса, прежде чем его подвешивают за кожу.
Амин организует самолет для освобождения неизраильских пассажиров, и мучители оставляют Гарригана без сознания на полу, а сами отдыхают в другой комнате. Коллега Гарригана по медицине, доктор Джунджу, пользуется возможностью спасти его. Он призывает Гарригана рассказать миру правду о режиме Амина, утверждая, что мир поверит Гарригану, потому что он белый. Джунджу отдает Гарригану свою собственную куртку, что позволяет ему незамеченным смешаться с толпой освобожденных заложников и подняться на борт самолета. Когда мучители обнаруживают отсутствие Гарригана, Джунджу убивают за содействие в побеге. В то время как Амину сообщают о побеге Гарригана, который он не смог предотвратить слишком поздно, Гарриган садится в самолет и со слезами на глазах вспоминает народ Уганды. Эпилог показывает, что инцидент в Энтеббе непоправимо разрушил репутацию Амина в международном сообществе, и в 1979 году он принял безрассудное решение вторгнуться в Танзанию, которая быстро контратаковала и захватила Кампалу, свергнув его. Остаток своей жизни он прожил в изгнании в Саудовской Аравии вплоть до своей смерти в 2003 году.

## В ролях
| Актёр             | Роль                                |
| ----------------- | ----------------------------------- |
| Форест Уитакер    | Иди Амин                            |
| Джеймс Макэвой    | Николас Гарриган                    |
| Джиллиан Андерсон | Сара Меррит                         |
| Керри Вашингтон   | Кей Амин                            |
| Дэвид Ойелоуо     | доктор Джунджу                      |
| Саймон Макбёрни   | Найджел Стоун (британский дипломат) |

## Историческая достоверность
Хотя персонаж Иди Амина и некоторые события, окружающие его в фильме, в основном основаны на фактах, Гарриган — вымышленный персонаж. Фоден признал, что одним из реальных людей, который внес вклад в персонажа Гарригана, был англичанин Боб Эстлс, работавший с Амином. Ещё одним реальным человеком, который упоминался в связи с Гарриганом, был шотландский врач Уилсон Карсвелл. Как и роман, на котором он основан, фильм смешивает вымысел с реальными событиями, чтобы создать впечатление об Амине и Уганде под его правлением. Хотя основная арка правления Амина соблюдена, события в фильме отходят как от реальной истории, так и от сюжета и персонажей в романе Фодена.
В реальной жизни и в книге Кей Амин забеременела от своего любовника, который был угандийским врачом (в книге ему дано другое имя, чем в реальной жизни). Она умерла во время неудачного аборта, который он сделал, и впоследствии он покончил жизнь самоубийством. В длинном интервью для The Times журналисту Полу Валлели Эстлс сказал, что её тело было расчленено ее возлюбленным, чтобы его можно было спрятать, а затем сшито обратно по приказу Амина. У Амина никогда не было сына по имени Кэмпбелл.
Вопреки формулировке кода фильма, гласящей: «48 часов спустя израильские силы штурмовали Энтеббе и освободили всех заложников, кроме одного», во время операции «Энтеббе» погибло трое заложников. Тело четвертой заложницы, 75-летней Доры Блох, которая была убита офицерами армии Уганды в близлежащей больнице в отместку за действия Израиля, в конечном итоге было возвращено Израилю. Убийство Доры Блох точно описано в книге, но совсем не упомянуто в фильме. Также, когда были освобождены неизраильские заложники, их видели вылетающими из Энтеббе, Уганда, в Париж, Франция, на самолёте Ан-12, но в реальной жизни неизраильские заложники летели в Париж на чартерном самолёте Air France Boeing 747.
По словам Фодена, изображение Амина в фильме сопоставимо с шекспировским персонажем Макбетом, которого он имел в виду при написании романа.

## Выпуск
Фильм Последний король Шотландии вышел в ограниченный прокат в США 27 сентября 2006 года, в Великобритании — 12 января 2007 года, во Франции — 14 февраля 2007 года и в Германии — 15 марта 2007 года. В США и Канаде фильм собрал в прокате 17 606 684 доллара. В Великобритании фильм собрал 11 131 918 долларов. Его общие мировые сборы составили 48 362 207 долларов.

## Награды и номинации
- 2007 — премия «Оскар» за лучшую мужскую роль (Форест Уитакер)
- 2007 — премия «Золотой глобус» за лучшую мужскую роль в драме (Форест Уитакер)
- 2007 — 3 премии BAFTA: лучший британский фильм (Андреа Колдервут, Лиза Брайер, Чарльз Стил, Кевин Макдональд, Питер Морган, Джереми Брок), лучшая мужская роль (Форест Уитакер), лучший адаптированный сценарий (Питер Морган, Джереми Брок), а также две номинации: лучший фильм (Андреа Колдервут, Лиза Брайер, Чарльз Стил), лучшая мужская роль второго плана (Джеймс Макэвой)
- 2007 — премия Гильдии киноактёров США за лучшую мужскую роль (Форест Уитакер)

## Факты
- «Последний король Шотландии» — первый западный фильм, снятый в Уганде после 1950 года.
- Иди Амин действительно присвоил себе титул короля Шотландии.
- За время правления диктатора Амина было убито более трёхсот тысяч угандийцев. Около двух тысяч человек Амин убил лично.